# Krępsko (województwo zachodniopomorskie)
Krępsko (do 1945 Hackenwalde) – wieś sołecka w Polsce położona w województwie zachodniopomorskim, w powiecie goleniowskim, w gminie Goleniów.
Położona na skraju Puszczy Goleniowskiej i Doliny Dolnej Odry (łąki), przy drodze wojewódzkiej nr 112 (Goleniów – Stepnica), nad rzeką Krępą.
W latach 1954–1968 wieś należała i była siedzibą władz gromady Krępsko, po jej zniesieniu w gromadzie Goleniów. W latach 1975–1998 miejscowość położona była w województwie szczecińskim.

## Historia
Najstarsze ślady pobytu na terenach dzisiejszego Krępska pochodzą, podobnie jak w Żdżarach i Łaniewie, z epoki mezolitu. Pojedyncze znaleziska ułamków ceramiki i fragmentów narzędzi używanych przez ludność kultury ceramiki sznurowej oraz zlokalizowana osada z wczesnej fazy jej występowania na tych terenach pozwala na określenie wczesnego osadnictwa już na ok. 8000 lat przed Chrystusem. Jednak brak badań nie pozwala na potwierdzenie ciągłości osadnictwa. W roku 1268 przywilej lokacyjny nadawał Goleniowowi 120 łanów gruntów uprawnych (ok. 1800 ha) od ujścia Iny na północ aż do rzeki Krępy i dalej na wschód do Miękowa. Z tego zapisu wynika, że obszar dzisiejszej wsi stał się własnością Goleniowa i był pod jego zarządem do połowy XVIII wieku. Krępsko zostało założone jako wielodrożnica i w takim stanie dotrwało do dzisiaj. Kolonia Hackenwalde (Krępsko) powstała w roku 1748 założona przez von Hacka, nadwornego architekta Fryderyka II. W 1776 roku osadzono tutaj 20 rodzin osadniczych z Holandii. W połowie XIX wieku wieś miała ponad 600 mieszkańców. Krępsko rozwijało się w szybkim tempie, powstawały warsztaty rzemieślnicze, gorzelnia, wiatrak, szkoła. Także pierwszy kościół wybudowano w XIX wieku. Przed wojną wieś zamieszkiwało ok. 900 osób. Po wojnie wieś przekształciła się w miejscowość typowo rolniczą, a wiele starych domów i budynków gospodarczych zostało zniszczone. Obecnie jest to typowo rolnicza wieś.

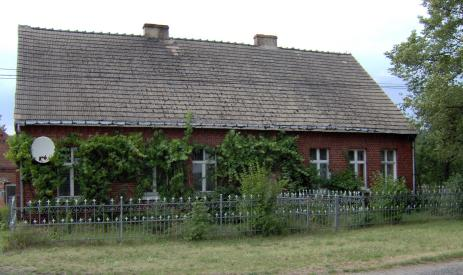
Stary dom ceglany w Krępsku

## We wsi znajdują się
- kościół parafialny pw. Matki Bożej Królowej Polski z roku 1932 bezstylowy, murowany z czerwonej cegły, nietynkowany, z wieżą dzwonnicą przykrytą wysokim dachem czterospadowym łamanym zwieńczonym. Na wieży umieszczono trzy dzwony odlane w 1932 roku. Jeden został w czasie wojny przestrzelony i jest nieczynny. Pozostałe dwa czynne na jednym napis informujący, że dzwon ten ufundowała Ewangelicko-Luterańska Gmina Hackenwalde a wykonany został we Wrocławiu w roku 1932.
- XIX i XX-wieczne domy murowane i ryglowe.
- szkoła podstawowa im. Jana Pawła II,
- remiza OSP,
- leśniczówka.

## Okoliczne wsie
Łaniewo, Bolesławice, Kąty, Żdżary